# Jenner (California)
Jenner es un lugar designado por el censo ubicado en el condado de Sonoma en el estado estadounidense de California. En el año 2010 tenía una población de 136 habitantes.

## Geografía
Jenner se encuentra ubicado en las coordenadas 38°27′3″N 123°7′9″O / 38.45083, -123.11917.